# Чемен
Чеме́н (каз. Шемен) — станційне селище у складі Меркенського району Жамбильської області Казахстану. Входить до складу Таттинського сільського округу.
У радянські часи селище називалось ЛПЗ.
Населення — 25 осіб (2021; 39 у 2009, 63 у 1999, 197 у 1989).